# Louis Horst
Louis Horst (* 12. Januar 1884 in Kansas City/Missouri; † 23. Januar 1964 in New  York City) war ein US-amerikanischer Pianist, Komponist, Choreograph und Tanzpädagoge.

## Leben
Horst studierte Klavier und Violine in San Francisco und trat als Pianist in Kasinos und Hotels, als Stummfilmpianist und Klavierbegleiter bei Theateraufführungen auf. Von 1915 bis 1925 war er musikalischer Leiter der Denishawn School of Dancing. Dort ermutigte er Tänzer der Denishawn Dancers wie Martha Graham, Doris Humphrey und Charles Weidman, ihren eigenen Tanzstil zu entwickeln. Er begleitete 1926 Martha Graham bei ihrem Debüt in New York und schloss sich im Folgejahr ihrer Martha Graham Company an, der er als musikalischer Direktor bis 1948 angehörte.
Als einer der ersten Lehrer für Choreographie der USA unterrichtete Horst an den bedeutendsten Schulen für Modern Dance des Landes: von 1928 bis 1964 an der Neighborhood Playhouse School of the Theatre, von 1934 bis 1945 bei den Bennington College Summer Sessions, von 1948 bis 1963 bei der Connecticut College Summer School und von 1951 bis 1964 an der Juilliard School, außerdem auch am Barnard College, am Sarah Lawrence College und an der Columbia University. 
Horst komponierte die Musik für einige von Martha Grahams frühen Choreographien wie Primitive Mysteries (1931), Frontier (1935) und El Penitente (1940). Er arbeitete als Komponist auch mit Choreographinnen wie Agnes DeMille, Martha Hill, Helen Tamiris, Pearl Lang, Jean Erdman und Ruth St. Denis zusammen. 1934 war er unter den Begründern der Zeitschrift Dance Observer als erster journalistischer Stimme des Modern Dance in den USA, der er als Herausgeber und Chefkritiker bis zu seinem Tod verbunden war. Seine Bücher Pre-classic Dance Forms und Modern Dance Forms erschienen 1937 bzw. 1961. Seine Schülerin und spätere Mitarbeiterin Janet Mansfield Soares veröffentlichte 1992 die Biographie Louis Horst: Musician in a Dancer’s World.